# Pönui Nunatak
Pönui Nunatak är en nunatak i Antarktis. Den ligger i Östantarktis. Nya Zeeland gör anspråk på området. Toppen på Pönui Nunatak är 320 meter över havet.
Terrängen runt Pönui Nunatak är varierad. Trakten är obefolkad. Det finns inga samhällen i närheten. 